# بوم ژاردیم (ریودوژانیرو)
بوم ژاردیم (به پرتغالی: Bom Jardim) یک منطقهٔ مسکونی در برزیل است که در ریو دو ژانیرو واقع شده‌است. بوم ژاردیم ۳۸۴٫۹۸۱ کیلومتر مربع مساحت و ۲۷٬۶۱۶ نفر جمعیت دارد و ۵۷۴ متر بالاتر از سطح دریا واقع شده‌است.